# Jocul lui Ender (film)
Jocul lui Ender (engleză: Ender's Game) (2013) este un film american science fiction de acțiune bazat pe romanul omonim scris de Orson Scott Card. Este scris și regizat de Gavin Hood, în rolurile principale interpretează Asa Butterfield ca Andrew "Ender" Wiggin, Harrison Ford, Hailee Steinfeld, Viola Davis, Abigail Breslin și Ben Kingsley.
Inițial filmul a fost lansat în Germania la 24 octombrie 2013, iar în ziua următoare a avut premiera în Insulele Britanice. În SUA, Canada și India a fost lansat la 1 noiembrie 2013, premiera mondială fiind programată în ianuarie 2014.

## Prezentare
„Acum 50 de ani Terra a fost atacată de armata formicilor. Au murit 10 milioane de persoane. Doar prin sacrificiul marelui nostru comandant am oprit distrugerea totală. Îi așteptăm să se întoarcă încă de atunci. Flota Internațională a decis. Copiii inteligenți sunt speranța planetei. Crescând în fața video-jocurilor, au învățat să fie intuitivi, hotărâți, curajoși... Eu sunt unul din acei recruți.”—Începutul filmului
În 2086, o specie extraterestră numită Formici atacă Pământul. Mazer Rackham, comandantul unui mici forțe de rezervă de patrulare, oprește avansul acestora, aparent sacrificându-se în timpul atacului lor. 50 de ani mai târziu, într-un fel de școală, Ender Wiggin este ales pentru a fi dus și instruit la Școala Militară, deoarece dă dovadă de abilități intelectuale extraordinare. Acolo participă la un intens program de pregătire pentru viitoarea luptă cu formicii, care va avea loc pe planeta acestora.
În cursul șederii sale în școală, Ender își face prieteni și dușmani, de asemenea, învață calea războiului și are multe vise și experiențe ciudate.

## Distribuție
- Asa Butterfield ca Andrew "Ender" Wiggin.[10] Într-un interviu din 1999, Orson Scott Card confirma că Jake Lloyd a fost luat în considerare pentru acest rol. Card a cerut fanilor să nu-l judece pe Lloyd pe baza interpretării acestuia din The Phantom Menace, spunând că un scenariu și un regizor mai bun ar duce la o interpretare actoricească mai bună.[11] În iulie 2008, Card declara că al vrea să-l vadă pe Nathan Gamble în rolul lui Ender, regretând că este prea în vârstă însă pentru acest rol.[12]
- Harrison Ford este Colonelul Graff.[13] La începutul dezvoltării filmului, Card voia să schimbe rolul lui Graff cu cel al unei femei, intenționând ca Janeane Garofalo ori Rosie O'Donnell să joace noul rol.[14]
- Hailee Steinfeld ca Petra Arkanian[15]
- Abigail Breslin ca Valentine Wiggin[13][15]
- Ben Kingsley ca Mazer Rackham, un erou al cărui tată era Maori.[16] Kingsley a petrecut peste o oră la machiaj pentru a avea un tatuaj Tā moko pe față.[17] Într-un interviu din 1998, Card sugera ca Andre Braugher sau Will Smith să primească acest rol.[14]
  - Kyle Russell Clements ca tânărul Mazer Rackham
- Viola Davis ca Maior Gwen Anderson[18]
- Aramis Knight ca Bean[13]
- Suraj Parthasarathy ca Alai[13]
- Moisés Arias ca Bonzo Madrid[13]
- Khylin Rhambo ca Dink Meeker[13]
- Jimmy Pinchak ca Peter Wiggin[13]
- Nonso Anozie ca Sergent Dap[19]
- Conor Carroll ca Bernard[13]
- Caleb J. Thaggard ca Stilson.[20] Brendan Meyer a primit inițial rolul,[21] dar a fost nevoit să abandoneze producția din cauza unui conflict de programare a activităților sale.[22]
- Cameron Gaskins ca Pol Slattery (Leopard Army)[23]
- Stevie Ray Dallimore as John Paul Wiggin[19]
- Andrea Powell ca Theresa Wiggin[19]
- Brandon Soo Hoo ca Fly Molo[16]
- Dee Bradley Baker ca TBA (voce)
- Orson Scott Card ca Pilot (voce cameo)[24]